# Джордж Голлі
Джордж Голлі (англ. George Holley, 20 листопада 1885, Сігем — 27 серпня 1942) — англійський футболіст, що грав на позиції нападника, зокрема, за «Сандерленд», а також національну збірну Англії.
Чемпіон Англії. Володар Суперкубка Англії з футболу. 

## Клубна кар'єра
У дорослому футболі дебютував 1904 року виступами за команду «Сандерленд», в якій до припинення футбольних змагань через Першу світову війну взяв участь у 281 матчі чемпіонату і забив у них 146 голів. У сезоні 1911/12 відзначився 25 голами у першості Англії, розділивши з Девідом Макліном і Гаррі Гемптоном титул найкращого її бомбардира. Наступного сезону допоміг «Сандерленду» вибороти титул чемпіона Англії. 1913 року у складі збірної професіоналів здобув Суперкубок Англії, у грі за який була обіграна збірна аматорських футболістів Англії.
З відновленням футбольних змагань після війни у 1919 році перейшов до нижчолігового «Брайтон енд Гоув», виступами за який наступного року завершив ігрову кар'єру.

## Виступи за збірну
1909 року дебютував в офіційних матчах у складі національної збірної Англії. Протягом кар'єри у національній команді, яка тривала 4 роки, провів у її формі 10 матчів, забивши 8 голів.
Помер 27 серпня 1942 року на 57-му році життя.

## Титули і досягнення
- Чемпіон Англії (1):

«Сандерленд»: 1912/13
- Володар Суперкубка Англії з футболу (1):

Професіонали: 1913
- Найкращий бомбардир Футбольної ліги Англії (1):

1911/12 (25 голів)